# ABX Air
ABX Air, Inc. (NASDAQ: ATSG) — вантажна авіакомпанія Сполучених Штатів Америки зі штаб-квартирою в Ейрборн-Ейрпарк (неподалік від міста Вілмінгтон) в неінкорпорованому окрузі Клінтон, штат Огайо, США.
ABX Air надає весь набір регулярних та чартерних послуг з перевезення вантажів, включаючи нічні експрес-рейси, і працює на всій території Сполучених Штатів Америки, в Канаді та Пуерто-Рико. Авіакомпанія забезпечує професійну підготовку фахівців, технічне та інженерне обслуговування, в тому числі надаючи послуги з аутсорсингу.
Головним замовником ABX Air є корпорація DHL, більшість вантажних перевезень здійснюється за замовленням цієї компанії. Практично всі літаки ABX Air пофарбовані в червоно-жовту ліврею DHL. Крім цього, ABX виконує вантажні перевезення під прапором авіакомпанії Air Jamaica між Маямі і двома містами Ямайки: Монтего-Бей (Міжнародний аеропорт імені Дональда Сангстера) і Кінгстон (Міжнародний аеропорт імені Нормана Менлі). Рейси в Ямайку виконуються на літаках Boeing 767-200 під позивним «JAMAICA».

## Історія
Авіакомпанія була створена в 1980 році після поглинання Airborne Freight вантажного підрозділу Midwest Air Charter і почала комерційні операції 17 квітня 1980 року. Спочатку авіакомпанія мала назву Airborne Express і повністю належала компанії Airborne Freight з Сіетла.
Після злиття компаній DHL і Airborne Freight в 2003 році в об'єднану корпорації перейшли тільки наземні операції з обслуговування літаків та завантаження/вивантаження фрахту, а послуги з перевезення вантажів були виділені в окрему незалежну авіакомпанію ABX Air, яка 16 серпня 2003 року пройшла процедуру акціонування та розмістила свої акції на фондовому ринку NASDAQ.
На початку 2007 року керівництво ABX Air оголосило про завершення переговорів з японською авіакомпанією All Nippon Airways, підписанням партнерської угоди і відкриттям регулярних вантажних рейсів в Азію. Спочатку в рамках контракту використовувалися два літаки Boeing 767-200SF, згодом кількість маршрутів і, відповідно, кількість використовуваних літаків зростала з кожним роком. 2 листопада 2007 року генеральний директор ABX Air Джо Хіт оголосив про придбання за 350 мільйонів доларів США авіаційного холдингу Cargo Holdings International, у власності якого в свою чергу перебували авіакомпанії Air Transport International та Capital Cargo International Airlines.
Станом на березень 2007 року в авіакомпанії працювало близько 7600 співробітників.
10 листопада 2008 року корпорація DHL оголосила про можливе припинення партнерських відносин з авіакомпаній ABX Air унаслідок припинення вантажних перевезень DHL на внутрішньому ринку Сполучених Штатів.
30 березня 2010 року материнська компанія ABX Air, ATSG, підписала нові довгострокові угоди з DHL, згідно з якими ABX Air продовжила здійснювати авіаперевезення для американської частини міжнародної мережі DHL.

## Флот

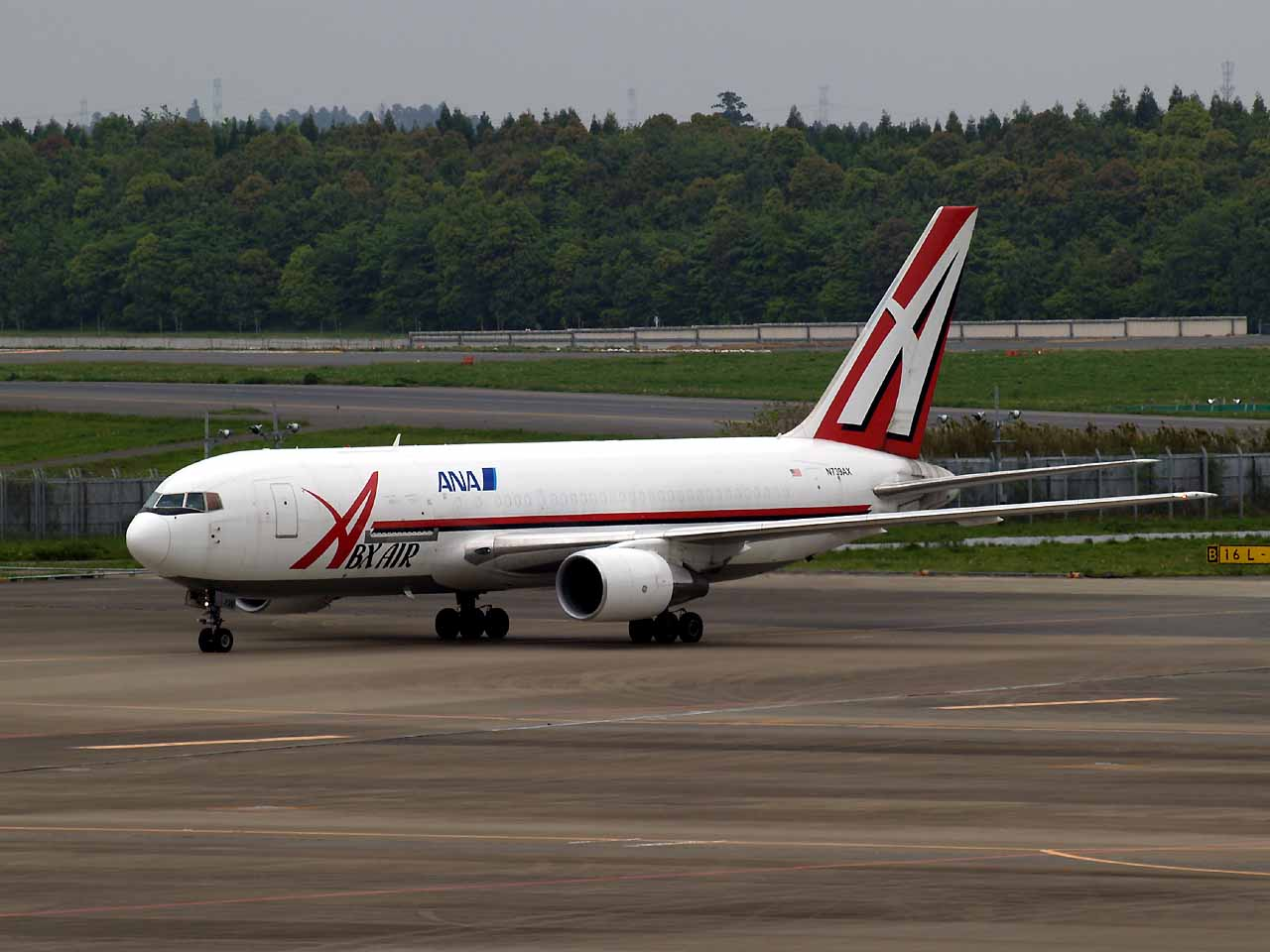
Boeing 767-232 ABX Air в Міжнародному аеропорту Наріта

Станом на липень 2009 року повітряний флот авіакомпанії ABX Air складався з таких літаків:

## Авіаподії і нещасні випадки

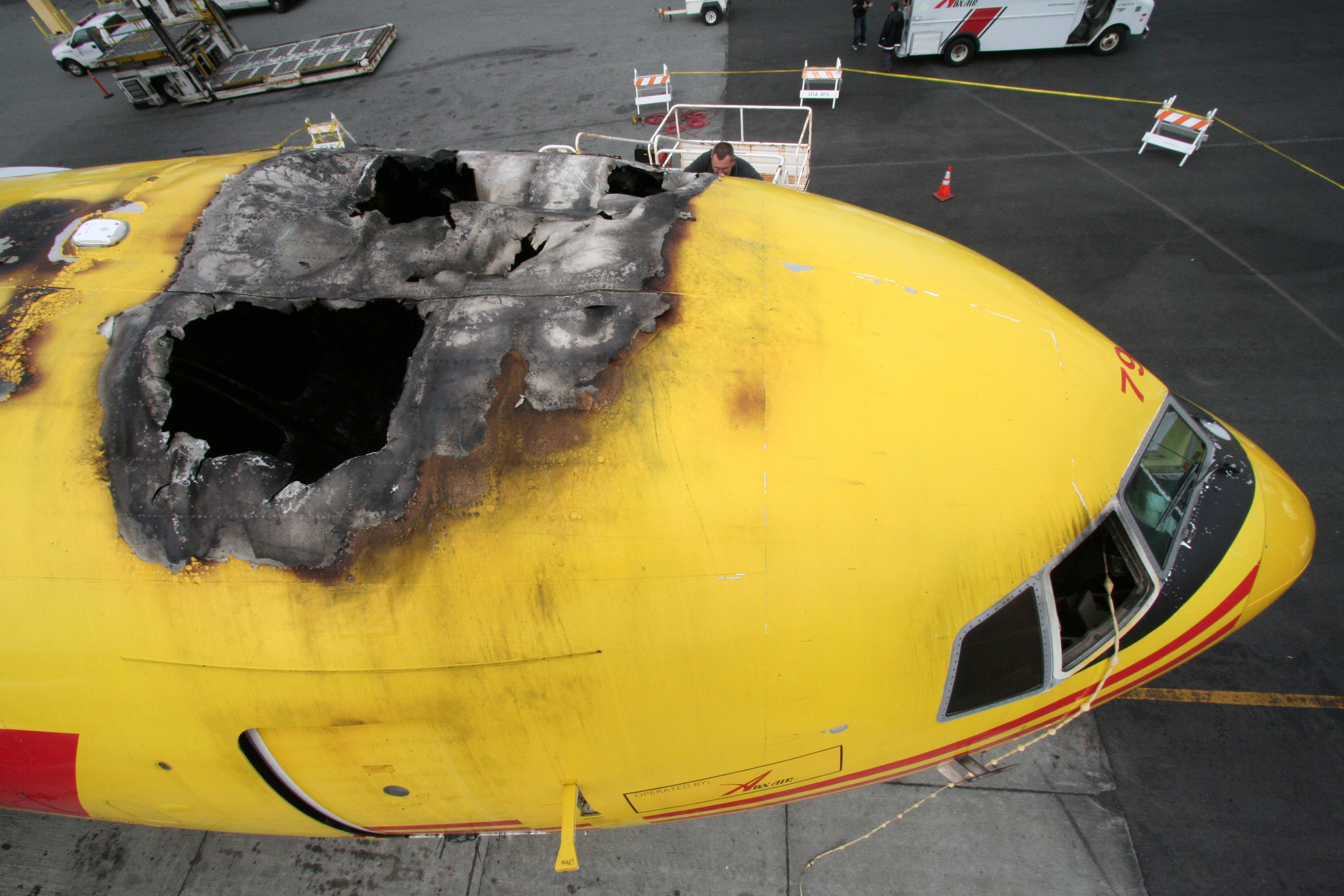
Пошкоджений пожежею літак ABX Air в Міжнародному аеропорту Сан-Франциско, 2008 рік

- 22 грудня 1996 року, рейс 827 Douglas DC-8-63F авіакомпанії Airborne Express. Літак пройшов модернізацію і повне техобслуговування в Міжнародному аеропорту П'єдмонт-Тріад, після чого проводився випробувальний політ. При виконанні випробувань на зрив лайнер увійшов в реальний зрив і врізався в гори. Загинули всі шість осіб на борту[6][7].
- 29 червня 2008 року. Через тиждень після надходження погроз керівництву авіакомпанії був серйозно пошкоджений пожежею Boeing 767 авіакомпанії ABX Air, який знаходився на стоянці в Міжнародному аеропорту Сан-Франциско і готувався до польоту[8][9][10]. Про постраждалих не повідомлялося.